# 貝塚出入口 (福岡県)

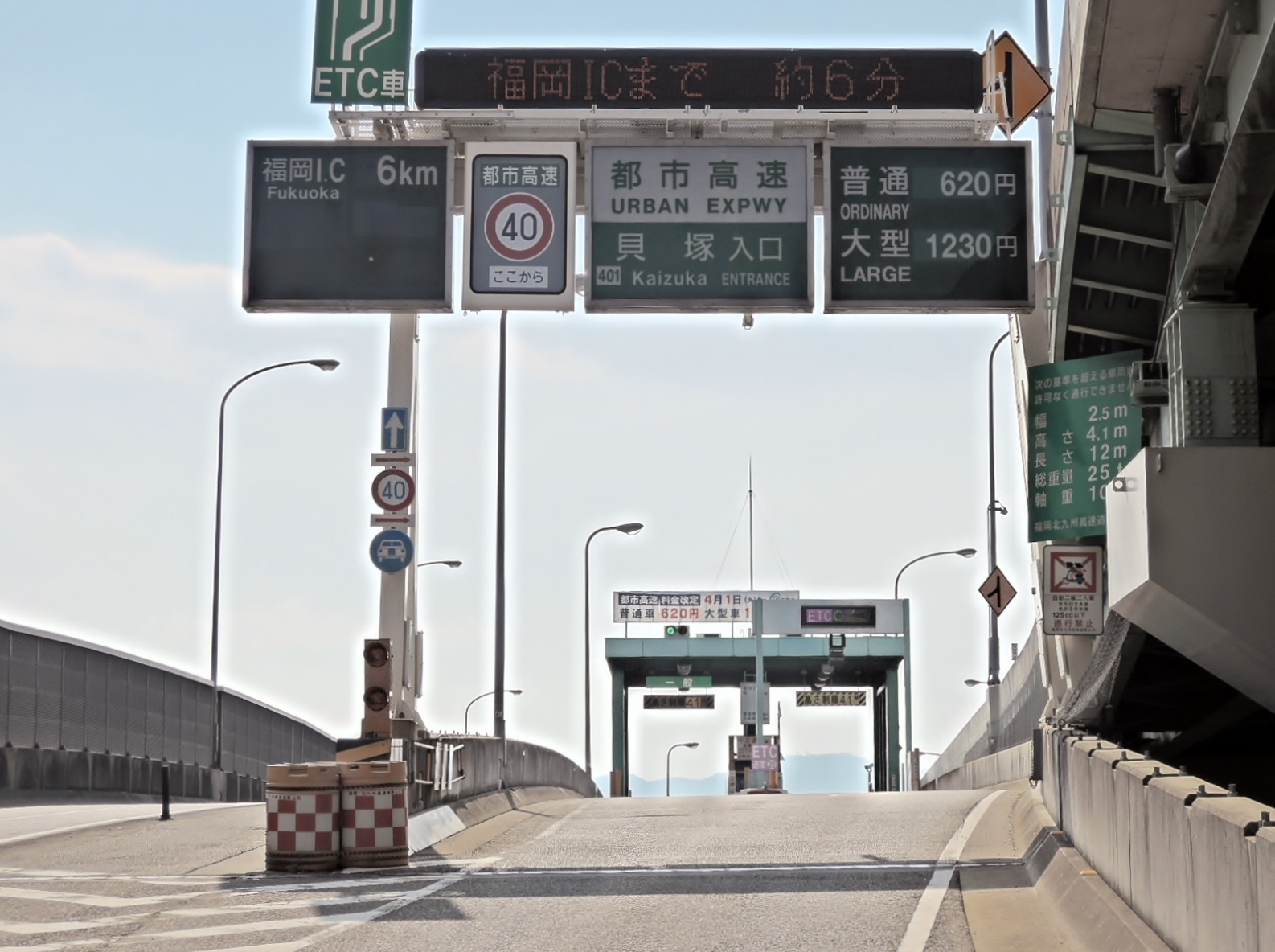
貝塚入口

貝塚出入口（かいづかでいりぐち）は福岡県福岡市東区にある福岡高速道路4号粕屋線の出入口である。
なお、大阪府の阪神高速4号湾岸線に同一名称の貝塚出入口がある。

## 道路
- 福岡高速4号粕屋線

## 周辺
- 箱崎埠頭
- 貝塚駅
- 福岡東警察署
- 国道3号

## 料金所

### 粕屋方面
- ブース数：2
  - ETC専用：1
  - 一般：1

## 情報
- 九州道方面からは初の一般道出口（4号粕屋線経由で九州道へ向かう場合は当入口からのみ入場可。一般道への最終出口は粕屋出入口となり福岡ICでは九州道との接続のみ）。貝塚JCT・千鳥橋JCT・香椎出入口方面（西行き）へは行けない。
- 当初は都市部方面からの出入口は貝塚だったが、1999年に松島出入口開通によって現在の出入口に変わった。

## 隣
福岡高速4号粕屋線
貝塚JCT - (401)貝塚出入口 - (402)松島出入口